# Iouri Gazinski
Iouri Aleksandrovitch Gazinski (en russe : Юрий Александрович Газинский) est un footballeur international russe né le 20 juillet 1989 à Komsomolsk-sur-l'Amour. Il évolue au poste de milieu de terrain.

## Biographie

### Carrière en club
Natif de Komsomolsk-sur-l'Amour, Gazinski y commence le football à l'âge de six ans. Il intègre en 2004 les équipes de jeunes du club local du Smena pour qui il fait ses débuts professionnels en troisième division lors de la saison 2007, jouant son premier match à l'âge de 18 ans en août 2007,. Il s'impose par la suite comme titulaire au sein de la formation sibérienne, évoluant alors comme attaquant et prenant part en tout à soixante-quinze matchs, pour dix buts inscrits.
Gazinski rejoint le Luch-Energia Vladivostok en deuxième division durant l'été 2010. Durant son passage, il est progressivement descendu sur le terrain, au point d'être parfois aligné au poste de défenseur, avant d'être placé définitivement au milieu de terrain,. Il y passe deux années avant de quitter le club à l'issue de la saison 2011-2012 à la suite de sa relégation et de ses ennuis financiers. Notamment courtisé par le Kouban Krasnodar en première division, il décide finalement de rester au deuxième échelon en joignant la capitale Moscou et le club du Torpedo Moscou,. S'adaptant difficilement à la vie moscovite, il n'y reste cependant qu'une saison avant de rejoindre le FK Krasnodar en juin 2013.
Immédiatement placé comme titulaire en tant que milieu de terrain à vocation défensive, Gazinski fait ainsi ses débuts en première division dès la première journée de la saison 2013-2014 contre le Zénith Saint-Pétersbourg le 17 juillet 2013. Il inscrit par ailleurs son premier but sous ses nouvelles couleurs lors de la treizième journée face à Tom Tomsk le 19 octobre suivant et prend part au parcours de l'équipe en Coupe de Russie, disputant l'intégralité de la finale perdue face à Rostov. Il découvre la coupe d'Europe dès la saison suivante en prenant part à onze matchs de Ligue Europa, marquant un but dès son premier match contre l'équipe estonienne du Sillamäe Kalev lors du deuxième tour de qualification. Il reste par la suite un joueur-clé de l'équipe krasnodarienne qui accroche régulièrement les premières places du championnat russe.

### Carrière internationale
Jamais sélectionné par les équipes de jeunes de la sélection russe, Gazinski est appelé à plusieurs rassemblements de la Sbornaïa dès la mi-2014. Il ne fait cependant ses débuts que deux ans plus tard à l'occasion d'un match amical contre la Turquie le 31 août 2016, entrant à l'heure de jeu à la place de Dmitri Tarasov. Il est par la suite inclus par le sélectionneur Stanislav Tchertchessov dans la liste des joueurs convoqués pour disputer la Coupe des confédérations 2017, il ne dispute cependant aucun match de la compétition.
Inclus à nouveau dans la liste pour la Coupe du monde 2018, Gazinski dispute dans la foulée son premier match de compétition en étant titularisé lors du match d'ouverture contre l'Arabie saoudite, qui le voit inscrire le premier but de la compétition, et son premier en sélection, tandis que les siens l'emportent 5-0. À nouveau titularisé lors de la victoire 3-1 contre l'Égypte, il ne dispute que la première mi-temps du match perdu contre l'Uruguay avant d'être laissé sur le banc lors du huitième de finale contre l'Espagne et de disputer la fin du quart de finale contre la Croatie à l'issue duquel les siens sont éliminés aux tirs au but.
Gazinski prend par la suite part aux quatre matchs de Ligue des nations de sa sélection en tant que titulaire, et porte notamment le brassard de capitaine pour la première fois lors d'un match amical face à la République tchèque le 10 septembre 2018.

## Statistiques
| Saison                | Club                     | Championnat           | Championnat | Championnat | Coupe(s) nationale(s) | Coupe(s) nationale(s) | Compétition(s) continentale(s) | Compétition(s) continentale(s) | Compétition(s) continentale(s) | Total | Total |
| Saison                | Club                     | Division              | M.          | B.          | M.                    | B.                    | Comp.                          | M.                             | B.                             | M.    | B.    |
| 2007                  | Smena Komsomolsk         | D3                    | 5           | 0           | -                     | -                     | -                              | -                              | -                              | 5     | 0     |
| 2008                  | Smena Komsomolsk         | D3                    | 24          | 3           | 4                     | 0                     | -                              | -                              | -                              | 28    | 3     |
| 2009                  | Smena Komsomolsk         | D3                    | 23          | 5           | -                     | -                     | -                              | -                              | -                              | 23    | 5     |
| 2010                  | Smena Komsomolsk         | D3                    | 18          | 2           | 1                     | 0                     | -                              | -                              | -                              | 19    | 2     |
| Sous-total            | Sous-total               | Sous-total            | 70          | 10          | 5                     | 0                     | -                              | -                              | -                              | 75    | 10    |
| 2010                  | Luch-Energia Vladivostok | D2                    | 14          | 0           | -                     | -                     | -                              | -                              | -                              | 14    | 0     |
| 2011-2012             | Luch-Energia Vladivostok | D2                    | 37          | 1           | 3                     | 0                     | -                              | -                              | -                              | 40    | 1     |
| Sous-total            | Sous-total               | Sous-total            | 51          | 2           | 3                     | 0                     | -                              | -                              | -                              | 54    | 2     |
| 2012-2013             | Torpedo Moscou           | D2                    | 29          | 3           | 2                     | 0                     | -                              | -                              | -                              | 31    | 3     |
| Sous-total            | Sous-total               | Sous-total            | 29          | 3           | 2                     | 0                     | -                              | -                              | -                              | 31    | 3     |
| 2013-2014             | FK Krasnodar             | D1                    | 29          | 1           | 4                     | 0                     | -                              | -                              | -                              | 33    | 1     |
| 2014-2015             | FK Krasnodar             | D1                    | 21          | 0           | 2                     | 0                     | C3                             | 11                             | 1                              | 34    | 1     |
| 2015-2016             | FK Krasnodar             | D1                    | 21          | 0           | 3                     | 0                     | C3                             | 10                             | 1                              | 34    | 1     |
| 2016-2017             | FK Krasnodar             | D1                    | 29          | 2           | 3                     | 0                     | C3                             | 12                             | 0                              | 44    | 2     |
| 2017-2018             | FK Krasnodar             | D1                    | 28          | 2           | -                     | -                     | C3                             | 3                              | 0                              | 31    | 2     |
| 2018-2019             | FK Krasnodar             | D1                    | 28          | 2           | 4                     | 0                     | C3                             | 9                              | 1                              | 41    | 3     |
| 2019-2020             | FK Krasnodar             | D1                    | 11          | 0           | -                     | -                     | C3                             | 2                              | 0                              | 13    | 0     |
| 2020-2021             | FK Krasnodar             | D1                    | 26          | 3           | 1                     | 0                     | C1+C3                          | 6+2                            | 0                              | 35    | 3     |
| 2021-2022             | FK Krasnodar             | D1                    | 16          | 1           | 1                     | 0                     | -                              | -                              | -                              | 17    | 1     |
| Sous-total            | Sous-total               | Sous-total            | 209         | 11          | 18                    | 0                     | -                              | 55                             | 3                              | 282   | 14    |
| 2022-2023             | Oural Iekaterinbourg     | D1                    | 12          | 3           | 6                     | 2                     | -                              | -                              | -                              | 18    | 5     |
| Total sur la carrière | Total sur la carrière    | Total sur la carrière | 371         | 29          | 34                    | 2                     | -                              | 55                             | 3                              | 460   | 34    |

## Palmarès
FK Krasnodar
- Finaliste de la Coupe de Russie en 2014.